# Pfarrkirche Nagelberg

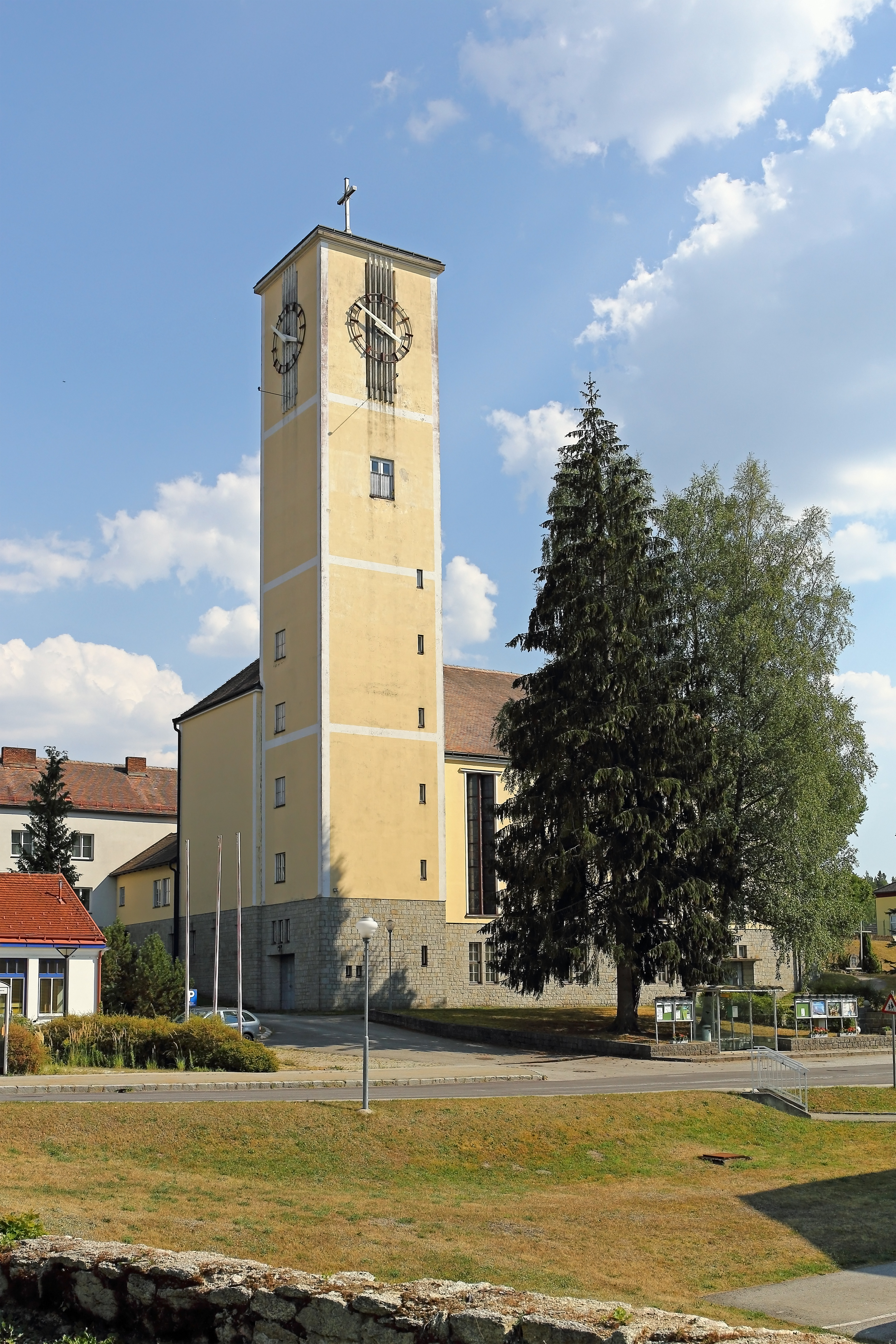
Pfarrkirche Nagelberg

Die römisch-katholische Pfarrkirche Nagelberg steht erhöht in Alt-Nagelberg in der Marktgemeinde Brand-Nagelberg in Niederösterreich. Die Pfarrkirche hl. Josef der Arbeiter gehört zum Dekanat Gmünd in der Diözese St. Pölten.

## Geschichte
1959/1960 wurde die Kirche nach den Plänen des Architekten Josef Friedl erbaut und 1960 zur Pfarrkirche erhoben. 

## Architektur
Der Saalbau mit einem Satteldach hat Rechteckfenster mit gefalteten Fensterbahnen. Die Südfassade hat ein breites Rechteckportal über einer Freitreppe. Der eingezogene Rechteckchor schließt im Norden an. Nordwestlich steht ein quadratischer Turm mit einem flachen Pyramidendach. Westlich bildet ein gequadertes Untergeschoß einen Bodenausgleich für die Kirche und wird als Bibliothek genutzt.
Der weite Saalraum hat hinter einer eingezogenen Rechtecköffnung einen überhöhten Chor. Das Langhaus hat in der Chorbreite eine überhöhte Holzbalkendecke auf Wandpfeilern und in der Überhöhung eine durchgehende ornamental verglaste Fensterbahnen. Die Empore steht über einer Vorhalle und auf Pfeilern und Deckenständern. Der Chor hat eine gerippte Flachdecke.

## Ausstattung
Über einer freistehenden Mensa hängt ein Kruzifix.